# Scylaticus lindneri
Scylaticus lindneri är en tvåvingeart som beskrevs av H. Oldroyd 1980. Scylaticus lindneri ingår i släktet Scylaticus och familjen rovflugor.
Artens utbredningsområde är Tanzania. Inga underarter finns listade i Catalogue of Life.